# Homología de Hochschild
En matemáticas, la homología (y cohomología) de Hochschild es una teoría de homología para álgebras asociativas sobre anillos. Existe también una teoría de la homología de Hochschild sobre ciertos funtores. La cohomología de Hochschild fue introducida por Gerhard Hochschild para álgebras sobre un cuerpo, y generalizada sobre anillos por Cartan y Eilenberg (1956).

## Definición de la homología de Hochschild de un álgebra
Sea k un anillo, A una k-álgebra asociativa, y M un A-bimódulo. El álgebra envolvente de A es el producto tensor Ae=A⊗Ao de A con su álgebra opuesta. Los bimódulos sobre A son esencialmente los módulos sobre el álgebra envolvente de A, así que, en particular, A y M pueden considerarse como Ae-módulos.Cartan y Eilenberg (1956) definieron el grupo de homología y cohomología de Hochschild de A con coeficientes en M  en términos del funtor Tor y el funtor Ext como
{\displaystyle HH_{n}(A,M)={\text{Tor}}_{n}^{A^{e}}(A,M)}
{\displaystyle HH^{n}(A,M)={\text{Ext}}_{A^{e}}^{n}(A,M)}

### Complejo de Hochschild
Sea k un anillo, A una k-álgebra asociativa que es un  k-módulo proyectivo, y M un A-bimódulo. Escribiremos el producto tensor de n copias de A sobre k como A⊗n . El complejo de cadenas que da lugar a la homología de Hochschild viene dado por 
{\displaystyle C_{n}(A,M):=M\otimes A^{\otimes n}}
con operadores de frontera di definidos por 
{\displaystyle d_{0}(m\otimes a_{1}\otimes \cdots \otimes a_{n})=ma_{1}\otimes a_{2}\cdots \otimes a_{n}}
{\displaystyle d_{i}(m\otimes a_{1}\otimes \cdots \otimes a_{n})=m\otimes a_{1}\otimes \cdots \otimes a_{i}a_{i+1}\otimes \cdots \otimes a_{n}}
{\displaystyle d_{n}(m\otimes a_{1}\otimes \cdots \otimes a_{n})=a_{n}m\otimes a_{1}\otimes \cdots \otimes a_{n-1}}
Donde ai está en A para cada 1 ≤ i ≤ n y m ∈ M. Si tomamos 
{\displaystyle b=\sum _{i=0}^{n}(-1)^{i}d_{i},}
entonces b ° b = 0, así que (Cn(A,M), b) es un complejo de cadenas llamado complejo de Hochschild, y su homología es la homología de Hochschild de A coeficientes en M.

### Observación
Las aplicaciones di son operadores frontera que hacen a la familia de módulos Cn(A,M) un objeto simplicial en la categoría de k-módulos. Esto es, hay un funtor Δo → k-mod, donde Δ es la categoría simplicial y k-mod es la categoría de los k-módulos. Aquí, Δo es la categoría opuesta de Δ. Las aplicaciones degeneradas están definidas por si(a0 ⊗ ··· ⊗ an) = a0 ⊗ ··· ai ⊗ 1 ⊗ ai+1 ⊗ ··· ⊗ an. La homología de Hochschild es la homología de este módulo simplicial.